# Обробка відео
Комп'ютерна обробка відео — процес редагування відеофайлів на комп'ютері за допомогою спеціальних програм — відеоредакторів. Увесь процес комп'ютерної обробки відео містить три послідовних і взаємопов'язаних дії:
- Захоплення відео;
- Монтаж;
- Фінальне стиснення.

## Захоплення відео
Для того щоб кінцеве зображення мало максимально можливу якість, необхідно робити захоплення відео, за якого здійснюється цифрування кожного фрагмента, що дасть можливість покадрово редагувати весь відеоролик і надати готовій роботі додаткових елементів.

## Монтаж
Відеомонтаж може здійснюватися двома способами — з використанням лінійного або нелінійного відеомонтажу:
- Лінійний монтаж відбувається здебільшого в реальному часі. Відео з декількох джерел (програвачів, камер тощо) надходить через комутатор на приймач (ефірний транслятор, записувальний пристрій). У цьому разі перемиканням джерел сигналу займається режисер лінійного монтажу. Про лінійний монтаж також говорять у разі процесу урізання сцен у відеоматеріалі без порушення їх послідовності.
- Нелінійний монтаж відео розділяється на фрагменти (попередньо відео може бути перетворено в цифрову форму), які відтак записуються в потрібній послідовності та в потрібному форматі на вибраний відеоносій. При цьому фрагменти можуть бути урізані, тобто не весь вихідний матеріал потрапляє в цільову послідовність; часом скорочення бувають дуже масштабними.

## Стиснення
На останній стадії комп'ютерної обробки відео відбувається його стиснення з необхідною щільністю.